# Tasiocera hiemalis
Tasiocera hiemalis är en tvåvingeart som beskrevs av Alexander 1931. Tasiocera hiemalis ingår i släktet Tasiocera och familjen småharkrankar. Inga underarter finns listade i Catalogue of Life.